# 黄田镇 (古田县)
黄田镇是中国福建省宁德市古田县下辖的一个镇，位于古田县南部，西接南平市延平区，东邻福州市闽清县。谷口溪纵贯该镇，并在凤亭村（曾名墓亭）汇入闽江。

## 行政区划
黄田镇共辖2个居委会、16个行政村，分别是：
黄田居委会、江滨居委会、双坑村、村里村、上溪村、汶洋村、潮渔村、后洋村、后坪村、松峰村、莪洋村、凤亭村、洋上村、香峰村、三保村、西坑村、廷洋村、坑前村。

## 主要建筑
黄田火车站：是古田的一大重要运输纽带。

## 文化
黄田镇双坑村是当地的油画村，有画师300多人。
人类学家林耀华的故乡为黄田镇凤亭村岭尾自然村，其作品《金翼》亦以岭尾村为背景。